# Circonscription de Leichhardt
La circonscription de Leichhardt est une circonscription électorale fédérale australienne dans le Queensland. Elle a été créée en 1949 et porte le nom de Ludwig Leichhardt un explorateur de la région. Elle est située au nord du Queensland et comprend la région allant de Cairns jusqu'aux îles du Détroit de Torrès.
Elle est considérée avec la circonscription d'Eden-Monaro comme une circonscription témoin, ayant toujours élu un député de la majorité gouvernementale depuis 1972.

## Représentants
| Nom           | Parti            | Période de mandat |
| ------------- | ---------------- | ----------------- |
| Tom Gilmore   | Country          | 1949-1951         |
| Henry Bruce   | Travailliste     | 1951– 1958        |
| Bill Fulton   | Travailliste     | 1958–1975         |
| Bill Fulton   | Libéral          | 1975-1983         |
| John Gayler   | Travailliste     | 1983–1993         |
| Peter Dodd    | Travailliste     | 1993–1996         |
| Warren Entsch | Libéral          | 1996–2007         |
| Jim Turnour   | Travailliste     | 2007-2010         |
| Warren Entsch | Libéral national | 2010-en cours     |

## Résultats des élections
| Parti                            | Parti                        | Candidat                     | Voix   | %     | ±     |
| -------------------------------- | ---------------------------- | ---------------------------- | ------ | ----- | ----- |
|                                  | Libéral national             | Warren Entsch (en)           | 33 652 | 36,70 | −0,89 |
|                                  | Travailliste                 | Elida Faith                  | 25 312 | 27,60 | −1,19 |
|                                  | Verts                        | Phillip Musumeci             | 9 143  | 9,97  | −0,43 |
|                                  | Une nation                   | Geena Court                  | 6 822  | 7,44  | +1,39 |
|                                  | KAP                          | Rod Jensen (en)              | 5 166  | 5,63  | −2.52 |
|                                  | Alliance socialiste          | Pat O'Shane (en)             | 3 729  | 4,07  | +4,07 |
|                                  | UAP                          | Daniel Hannagan              | 3 593  | 3,92  | −0,05 |
|                                  | IMOP                         | Silvia Mogorovich            | 1 641  | 1,79  | +1,79 |
|                                  | AJP                          | Susanne Bayly                | 1 253  | 1,37  | +1,37 |
|                                  | Fusion                       | Adam Cropp                   | 930    | 1,01  | +1,01 |
|                                  | Fédération                   | Paul Roe                     | 466    | 0,51  | +0,51 |
| Total des suffrages exprimés     | Total des suffrages exprimés | Total des suffrages exprimés | 91 707 | 93,18 | −0,40 |
| Votes nuls                       | Votes nuls                   | Votes nuls                   | 6 715  | 6,82  | +0,40 |
| Participation                    | Participation                | Participation                | 98 422 | 83,97 | −3,68 |
| Résultat de préférence bipartite |                              |                              |        |       |       |
|                                  | Libéral national             | Warren Entsch (en)           | 49 010 | 53,44 | −0,73 |
|                                  | Travailliste                 | Elida Faith                  | 42 697 | 46,56 | +0,73 |
|                                  | Libéral national retenir     | Libéral national retenir     | Swing  | −0,73 |       |